# Európai Beruházási Bank
Az Európai Beruházási Bank (EBB) az Európai Unió fejlesztési bankja, amely az EU tagállamainak tulajdonában van. A világ egyik legnagyobb szupranacionális hitelezője.. Az EBB hitelek, garanciák és technikai segítségnyújtás révén finanszíroz és fektet be olyan projekteket, amelyek az Európai Unió politikai céljait szolgálják.
Az EBB az éghajlat, a környezetvédelem, a kis- és középvállalkozások (kkv-k), a fejlesztés, a kohézió és az infrastruktúra területére összpontosít. Nagy szerepet játszott a finanszírozásban a válságok idején, többek között a 2008-as pénzügyi válság és a COVID-19 világjárvány idején. 1958-as megalakulása óta eltelt 60 év alatt 2018-ig az EBB több mint 1,1 billió eurót fektetett be. Elsősorban olyan projekteket finanszíroz, amelyeket "az egyes tagállamokban rendelkezésre álló különböző eszközökkel nem lehet teljes mértékben finanszírozni".
Az EBB a világ egyik legnagyobb zöldfinanszírozója. 2007-ben az EBB a világon elsőként bocsátott ki zöld kötvényeket. 2019-ben kötelezettséget vállalt arra, hogy 2021 végéig nem finanszíroz fosszilis tüzelőanyaggal kapcsolatos projekteket. Az EBB azt tervezi, hogy 2030-ig 1 billió eurót fektet be az éghajlattal kapcsolatos projektekbe, beleértve az igazságos átmenetet is..  Az EBB-t nem az EU költségvetéséből finanszírozzák. Ehelyett a nemzetközi tőkepiacokon keresztül, kötvények kibocsátásával szerez pénzt. Az EBB-t a "nagy három" hitelminősítő intézet a kötvénypiac leghitelesebb minősítésével, a triple-A-val minősíti: A Moody's, a Standard and Poor's és a Fitch. Minden tagállam tőkét fizet be az EBB tartalékaiba, ami nagyjából megfelel az EU bruttó hazai termékéből való részesedésének.
Az EBB-t a Római szerződés alapította, amely 1958. január 1-jén lépett hatályba. A világ első regionális fejlesztési bankja volt, és néha a legnagyobb multilaterális fejlesztési bankként (MDB) emlegetik. Az EBB-t azért hozták létre, hogy a kevésbé fejlett régióknak nyújtott hitelek révén elősegítse az EU méltányos fejlődését, és támogassa az EU belső piacát. Az EBB a világ 140 országában tevékenykedik. Beruházásainak mintegy 10%-át az EU-n kívül valósítja meg, hogy támogassa az Európai Unió fejlesztési segélyezési és együttműködési politikáját.
Az EBB-t számos kritika érte és ellentmondást váltott ki különböző saját (vagy általa finanszírozott projektek) intézkedései és mulasztásai miatt, többek között: elégtelen konzultáció az érdekelt felekkel, a szervezeti átláthatóság hiánya, az éghajlatváltozásra adott válaszlépések, a vegetáriánus és vegán értékek védelme és népszerűsítése, adóelkerülés és a személyzet zaklatása.